# Список аеропортів Греції
| Код ІАТА | Код аеропорту ІКАО | Назва                                                 | Розташування    |
| -------- | ------------------ | ----------------------------------------------------- | --------------- |
| AGQ      |                    | Національний аеропорт Агрініо                         | Агрініо         |
| AOK      | LGKP               | Національний аеропорт острів Карпатос                 | Карпатос        |
| ATH      | LGAV               | Аеропорт «Елефтеріос Венізелос»                       | Афіни           |
| AXD      | LGAL               | Міжнародний аеропорт Александруполіс                  | Александруполіс |
| CFU      | LGKR               | Міжнародний аеропорт Керкіра                          | Керкіра         |
| CHQ      | LGSA               | Міжнародний аеропорт «Іоанніс Даскалоянніс»           | Ханья           |
| EFL      | LGKF               | Міжнародний аеропорт острів Кефалінія                 | Кефалінія       |
| GPA      | LGRX               | Аеропорт Араксос                                      | Патри           |
| HER      | LGIR               | Міжнародний аеропорт «Нікос Казандзакіс»              | Іракліон        |
| JIK      | LGIK               | Міжнародний аеропорт острів Ікарія                    | Ікарія          |
| IOA      | LGIO               | Національний аеропорт Яніна                           | Яніна           |
| JKH      | LGHI               | Національний аеропорт острів Хіос                     | Хіос            |
| JMK      | LGMK               | Національний аеропорт острів Міконос                  | Міконос         |
| JNX      | LGNX               | Національний аеропорт острів Наксос                   | Наксос          |
| JSH      | LGST               | Цивільний аеропорт Сітія                              | Сітія           |
| JSI      | LGSK               | Національний аеропорт острів Скіатос                  | Скіатос         |
| JSY      | LGSO               | Національний аеропорт острів Сірос                    | Сірос           |
| JTR      | LGSR               | Національний аеропорт Санторіні                       | Санторіні       |
| JTY      | LGPL               | Національний аеропорт острів Астипалея                | Астипалея       |
| KGS      | LGKO               | Національний аеропорт острів Кос                      | Кос             |
| KIT      | LGKC               | Національний аеропорт острів Кітера                   | Кітера          |
| KLX      | LGKL               | Міжнародний аеропорт Каламата                         | Каламата        |
| KSJ      | LGKS               | Цивільний аеропорт острів Касос                       | Касос           |
| KSO      | LGKA               | Національний аеропорт Касторія (аеропорт Аристотеліс) | Касторія        |
| KVA      | LGKV               | Міжнародний аеропорт Кавала «Александр Великий»       | Кавала          |
| KZI      | LGKZ               | Національний аеропорт Козані «Філіппос»               | Козані          |
| KZS      | LGKJ               | Цивільний аеропорт острів Кастелорізо                 | Кастелорізо     |
| LRS      |                    | Цивільний аеропорт острів Лерос                       | Лерос           |
| LXS      | LGLM               | Міжнародний аеропорт Лемнос                           | Лемнос          |
| MJT      | LGMT               | Міжнародний аеропорт Мітилени                         | Мітилена        |
| MLO      | LGML               | Міжнародний аеропорт острів Мілос                     | Мілос           |
| PAS      | LGPA               | Національний аеропорт Парос                           | Парос           |
| PVK      | LGPZ               | Національний аеропорт Актіон                          | Превеза         |
| PYR      |                    | Аеропорт Андравіда                                    | Андравіда       |
| RHO      | LGRP               | Міжнародний аеропорт Родос «Діагорас»                 | Родос           |
| SKG      | LGTS               | Міжнародний аеропорт Салоніки «Македонія»             | Салоніки        |
| SKU      | LGTS               | Міжнародний аеропорт острів Скірос                    | Скірос          |
| SMI      | LGSM               | Міжнародний аеропорт Самос                            | Самос           |
| VOL      | LGBL               | Міжнародний аеропорт Центральна Греція                | Волос           |
| ZTH      | LGZA               | Міжнародний аеропорт Закінф «Діонісіос Соломос»       | Закінф          |
|          | LGAT               | Міжнародний аеропорт Еллінікон                        | Афіни           |